# Vot cenzitar
Votul cenzitar este sistemul electoral practicat pe scară largă înainte de instituirea votului universal, care consta în recunoașterea calității de alegător și implicit a dreptului de vot cetățenilor care aveau un anumit venit anual evaluabil în titluri de proprietate imobiliară (terenuri, clădiri) sau stabilit în funcție de cuantumul impozitelor plătite anual asupra veniturilor încasate.
Sistemul de vot cenzitar s-a aplicat în special în perioada dintre sfârșitul  sec XIX - începutul sec.XX. În acea epocă, averile importante și cu precădere proprietățile funciare erau concentrate la o parte relativ restrânsă a populației, care avea rol determinant în procesul de conducere socială și era sursa principală de venituri a statului.

## Votul cenzitar în România
În România, votul cenzitar a fost introdus prin Legea electorală din 1864, care împărțea electoratul în două categorii:
- electoratul rural - cei care plăteau o dare către stat de 48 de lei;
- electoratul urban - cei care plăteau o dare către stat de 110 lei.

Aveau dreptul de a fi scutiți de censul de avere alegătorii care aveau calitatea de preoți ai parohiilor, profesorii academiilor și ai colegiilor, doctorii și licențiații diferitelor facultăți, inginerii și arhitecții ș.a..
Sistemul de vot cenzitar s-a păstrat până în anul 1917.